# Muarem Muarem
Muarem Muarem (in macedone Муарем Муарем?; Skopje, 22 ottobre 1988) è un ex calciatore macedone, di ruolo centrocampista.

## Carriera

### Club
Il 1º luglio 2010 viene acquistato a titolo definitivo per 50.000 euro dalla squadra turca dell'Orduspor.

### Nazionale
Ha giocato nelle nazionali giovanili macedoni Under-17, Under-19 ed Under-21.
Tra il 2011 ed il 2015 ha giocato complessivamente 7 partite con la nazionale maggiore macedone.

## Palmarès

### Club

#### Competizioni nazionali
- Campionato azero: 3

Qarabağ: 2013-2014, 2014-2015, 2016-2017
- Coppa dell'Azerbaigian: 2

Qarabağ: 2014-2015, 2016-2017